# Erlinsbach (Soletta)
Erlinsbach (toponimo tedesco) è un comune svizzero di 3 397 abitanti del Canton Soletta, nel distretto di Gösgen. È stato istituito il 1º gennaio 2006 con la fusione dei comuni soppressi di Niedererlinsbach e Obererlinsbach; capoluogo comunale è Niedererlinsbach.